# Mark Dickel
Mark Robert Dickel (Christchurch, 21 dicembre 1976) è un ex cestista e allenatore di pallacanestro neozelandese.
È il figlio di Carl Dickel.

## Carriera
Con la Nuova Zelanda ha disputato due edizioni dei Giochi olimpici (Sydney 2000, Atene 2004) e due dei Campionati mondiali (2002, 2006).
Nell'agosto 2006 è stato squalificato per due incontri internazionali dalla Federazione cestistica della Nuova Zelanda, e per ulteriori tre incontri del Campionato mondiale maschile di pallacanestro 2006 dalla FIBA, in seguito alla positività alla cannabis.

## Palmarès
- Coppa di Polonia: 1

Anwil Włocławek: 2007
- Supercoppa tedesca: 1

Brose Bamberg: 2007